# 슈드라카
슈드라카(Śudraka)는 고대 인도의 극작가이다.
산스크리트극(劇)인 《흙으로 된 작은 수레》의 작자로서 100세의 장수를 누린 학식·덕망을 겸비한 왕이었다고 전하나 전기는 분명한 것이 없다. 《흙으로 된 작은 수레》는 바사(Bhāsa)의 미완성 희곡 《차르다타》를 부연(敷衍)하여 10막(幕)의 극으로 꾸민 것이다. 그 내용은 영락한 상인과 유녀(遊女)와의 사랑을 중심으로 엮어진 시민극(市民劇)으로 산스크리트 희곡 중 이색적인 걸작이다.